# Edward Calvert
Pour les articles homonymes, voir Calvert.
Edward Calvert (né le 20 septembre 1799, mort le 14 juillet 1883) est un peintre et graveur britannique.

## Biographie
Edward Calvert étudie dans les Royal Academy Schools en 1824. Influencé à ses débuts par l'œuvre du poète William Blake, il rejoint le groupe d'artistes appelé The Ancients. Ses premières œuvres sont exposées, à partir de 1826, à la Royal Academy et à la Society of British Artists (Société des artistes britanniques). Entre 1827 et 1831, il pratique la gravure sur bois et sur cuivre. Il s'oriente ensuite définitivement vers la peinture.
De nombreux dessins et estampes (gravure sur bois, lithographie) de Calvert sont conservés au British Museum, au Rijksmuseum Amsterdam et aux musées Tate.